# François Japiot (homme politique)
François Japiot, né le 1er novembre 1912 à Châlons-sur-Marne et mort le 14 janvier 1994 à Dijon, est un homme politique français.

## Biographie
Fils d'officier, François Japiot suit les traces de son père en intégrant, en 1932, l'École polytechnique et en menant, de 1932 à 1946, une carrière d'officier d'artillerie.
Décoré de la Croix de Guerre et de la légion d'honneur lorsqu'il retourne à la vie civile en 1946, il s'établit comme directeur de sociétés de construction immobilière.
Son entrée en politique date de 1953, lorsqu'il est élu au conseil municipal de Dijon. Mais c'est en 1958 qu'elle prend une envergure nationale.
Candidat aux élections législatives, dans le soutien à la Ve République, mais sans l'investiture de l'UNR, il est élu député au second tour, avec 41,2 % des voix, à l'occasion d'une quadrangulaire.
Bien qu'ayant bénéficié de l'étiquette « indépendant et paysan d'action sociale », donnée par le CNI, il ne rejoint aucun groupe à l'Assemblée nationale, ce qui ne l'empêche pas d'être élu au sénat de la communauté en 1959.
Il s'éloigne cependant sur plusieurs points majeurs de la politique du gouvernement. Sur la force de dissuasion nucléaire, il vote en 1960 la censure, considérant qu'elle est inefficace, trop coûteuse et trop visiblement hostile à l'alliance atlantique. De même, il émet de sérieuses réserves avec la politique algérienne, estimant qu'elle porte atteinte au moral des armées, puis s'oppose à l'autodétermination.
C'est dans cette logique qu'il vote pour la motion de censure d'octobre 1962 contre le gouvernement Pompidou, qui provoque des élections anticipées.
Candidat à sa réélection en novembre, il est battu au second tour par le gaulliste Henry Berger, qui obtient 54,3 % des voix.
Japiot tente de retrouver son siège en 1967, mais en vain.
Il se consacre ensuite à son activité municipale, devenant en 1971 maire-adjoint de Dijon, chargé des finances.

## Détail des fonctions et des mandats
Mandat parlementaire
- 30 novembre 1958 - 9 octobre 1962 : Député de la 2e circonscription de la Côte-d'Or

Mandats Locaux
- Conseiller municipal de Dijon de 1953 à 1971.
- Adjoint au maire de Dijon de 1971 à 1977.